# Paul Gross (Schauspieler)

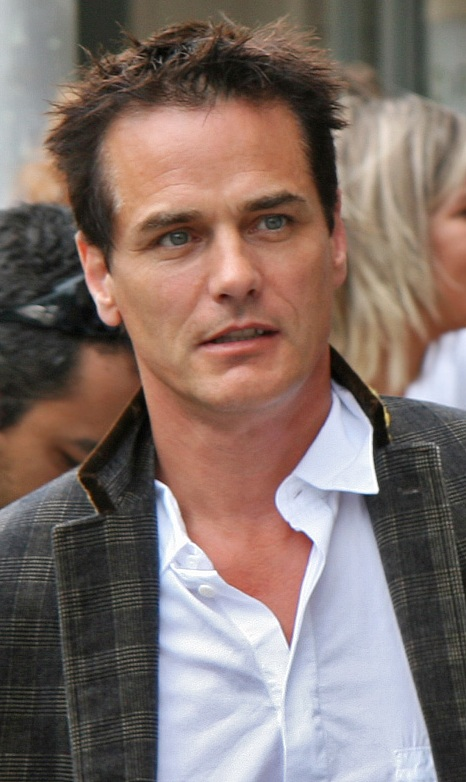
Paul Gross, 2008

Paul Gross OC, Paul Michael Gross (* 30. April 1959 in Calgary, Alberta) ist ein kanadischer Schauspieler, Produzent, Regisseur und Drehbuchautor. Internationale Bekanntheit erlangte er durch die Serie Ein Mountie in Chicago.

## Leben
Da sein Vater in der Armee diente, wuchs Paul Gross zusammen mit seinem jüngeren Bruder an vielen verschiedenen Orten auf, so auch in England und Deutschland. In den 1970er Jahren kehrte die Familie endgültig nach Kanada zurück. Nach der Schule studierte er Schauspielerei an der University of Alberta, er verließ die Universität 1980, um zunächst als Schauspieler zu arbeiten. Später beendete er sein Studium erfolgreich.
Paul Gross ist als Schauspieler, Produzent und Drehbuchautor tätig. Jahrelang spielte er in der kanadischen Fernsehserie Ein Mountie in Chicago die Hauptrolle, wodurch er einem breiten Publikum auch in Deutschland bekannt wurde. 2002 gab er sein Debüt als Regisseur mit dem Film Men with Brooms, welchen er selbst produzierte und von dem er das Drehbuch verfasste. 2008 inszenierte er Das Feld der Ehre – Die Schlacht von Passchendaele, bei dem er auch die Hauptrolle übernahm.
Paul Gross ist seit 1988 mit der Schauspielerin Martha Burns verheiratet, gemeinsam haben sie zwei Kinder.

## Filmografie (Auswahl)
Darstellung
- 1985: Zuchthaushyänen (Turning to Stone)
- 1988: Chasing Rainbows (Fernsehminiserie)
- 1989: Divided Loyalties
- 1989: Cold Comfort
- 1990: The Ray Bradbury Theater (Fernsehserie)
- 1990: Heirat in Buffalo (Getting Married in Buffalo Jump)
- 1991: Dinner für Sechs – Woodstock meets Wallstreet (Married to It)
- 1993: Gross Misconduct
- 1993: Zwei Asse im Schnee (Aspen Extreme)
- 1993: Verwirrspiel auf Solomon Gundy (Buried on Sunday)
- 1993: Stadtgeschichten (Tales of the City) (Fernsehserie)
- 1994–1998: Ein Mountie in Chicago (Due South) (Fernsehserie)
- 1994: Whale Music
- 1994: XXXs and 000s (Fernsehfilm)
- 1994: Paint Cans
- 1996: 20.000 Meilen unter dem Meer (20,000 Leagues Under The Sea) (Fernsehfilm)
- 1997: The Battle of Vimy Ridge – Part 4: The Battle Joined and Won (Fernsehfilm)
- 1998: Witness to Yesterday (Fernsehserie)
- 1999: Murder, Most Likely (Fernsehfilm)
- 2002: Men with Brooms
- 2003–2006: Slings & Arrows (Fernsehserie)
- 2004: Wilby Wonderful
- 2004: H2O (Fernsehfilm)
- 2008: The Trojan Horse (Fernsehminiserie)
- 2008: Das Feld der Ehre – Die Schlacht von Passchendaele (Passchendaele)
- 2009: Eastwick (Fernsehserie)
- 2010: Gunless
- 2010: Barney’s Version
- 2010: Men with Brooms (Fernsehserie)
- 2011–2014: Republic of Doyle – Einsatz für zwei (Fernsehserie, 8 Folgen)
- 2015: Hyena Road (auch Regie und Drehbuch)
- 2017: Alias Grace (Miniserie, 4 Folgen)
- 2018: Caught (Fernsehserie)
- 2019: Stadtgeschichten (Tales of the City, Miniserie)
- 2021: The Middle Man

Produktion
- 2008: Zone of Separation (ZOS – Zone of Separation, Fernsehserie)
- 2011: Hobo with a Shotgun

## Auszeichnungen (Auswahl)
In seiner bisherigen Karriere wurde er sechsmal bei den Gemini Awards ausgezeichnet.